# Садовничая, Елена Анатольевна
Елена Анатольевна Садовничая (4 ноября 1967) — украинская лучница, призёр Олимпийских игр.
Елена Садовничая начала заниматься стрельбой из лука в ДСО Динамо Киев под руководством выдающегося стрелка и тренера Виктора Васильевича Сидорука, после ликвидации стрельбы из лука в ДСО Динамо Киев тренировалась самостоятельно в спортивном клубе Вооруженных Сил Украины.
Серебряную олимпийскую медаль она завоевала на сиднейской Олимпиаде в командных соревнованиях. Четыре года до этого, в Атланте она завоевала бронзу в личном первенстве.
Также завоевала командную серебряную медаль на чемпионате мира 1997 года в Виктории.

### Награды
- Почётный знак отличия президента Украины (07.08.1996)[1]
- Орден «За заслуги» II степени (06.10.2000)[2]